# Pyongan do Norte
Pyongan Norte (coreano: 평안 북도; trans.: P'yŏngan-bukto) é uma província da Coreia do Norte. A província surgiu em 1896 a partir da metade norte da antiga província de Pyongan. No ano de 2002, a Região Administrativa Especial de Shinuiju foi criada, a partir da cidade de Sinuiju, capital da província de Pyongan Norte.